# Metical mozambicano
Il metical mozambicano (plurale: meticais) è la valuta del Mozambico. Normalmente è abbreviato con MTn.

## Etimologia
Metical viene da mitkal (anche miskal o mitqal), nome di un'unità di massa araba di circa 4,5 g; il mitkal è stato il nome di monete marocchine in oro ed in argento.

## Storia

### Primo metical (MZM)
Il metical (MZM) sostituì l'escudo il 16 giugno 1980 alla pari. Fu suddiviso in 100 centavo. Il metical subì una profonda inflazione. Dopo la rivalutazione del leu rumeno il metical per breve tempo è stata la valuta di minor valore con un cambio di 24.500 metical per USD, fino a che il dollaro zimbabwiano non ne ha preso il posto alla fine dell'agosto 2005.

### Secondo metical (MZN)
Il 1º luglio 2006 il Mozambico rivalutò il metical con un cambio di 1.000:1 (cioè eliminando tre zeri). Il nuovo codice ISO 4217 è MZN. La nuova valuta è abbreviata localmente con MTn. Le nuove monete e banconote sono state introdotte il primo luglio 2006 ed il periodo transitorio durante il quale potevano essere usate sia le vecchie che le nuove monete e banconote è terminato il 31 dicembre 2006.
Il vecchio metical è stato comunque convertibile dalla Banca del Mozambico per un periodo di sei anni, quindi fino al 31 dicembre 2012.

## Monete

### Primo metical
Nel 1980 furono introdotte monete da 50 centavo e da 1, 2½, 5,  10 e 20 metical. I pezzi da 50 centavo e da 2½ e 5 metical erano coniate in alluminio, quella da 1 metical in ottone e quelle da 10 e 20 metical in cupro-nichel. Nel 1986 furono introdotte monete in alluminio da 1, 10, 20 e 50 metical. Una nuova monetazione emessa nel 1994 era composta da 1, 5, 10, 20, 50, 100, 500 e 1000 metical; le quattro monete più basse erano in acciaio rivestito di ottone e quelle più alte erano in acciaio ricoperto di nichel. Le monete da 5 000 metical furono introdotte nel 1998, seguite da quelle da 10 000 metical nel 2003.

### Secondo metical
Dal 1º luglio 2006 sono state emesse monete con valori da 1, 5, 10, 20, 50 centavo e da 1, 2, 5 e 10 metical.

## Banconote

### Primo metical
Nel 1980 sono state introdotte banconote nei tagli da 20, 100, 500 e 1 000 metical. La banconota da 5 000 metical fu introdotta nel 1988, seguita da quella da 10 000 metical nel 1991, da 50 000 e da 100 000 metical nel 1993, da 20 000 metical nel 1999 e da 200 000 e 500 000 metical nel 2003.

### Secondo metical
Dal 1º luglio 2006 sono state emesse nuove banconote con i tagli da 20, 50, 100, 200, 500 e 1000 metical.